# Batrachomoeus trispinosus
Batrachomoeus trispinosus, vrsta ribe porodice Batrachoididae, red Batrachoidiformes. Riba je dna koja živi uz obalu sjeverozapadne Australije, Tajlanda, Indonezije, Papue Nove Gvineje, Arafurskog mora i delti Mekonga. Naraste najviše do 30 centimetara (12 inča). Ima veliku pljosnatu glavu koja zauzima trećinu njezine duljine i velika usta. 
Grabežljivac je koji se hrani manjim račićima i drugim ribama, a u lovu se oslanja na svoju sposobnost kamufliranja.

## Vanjske poveznice
|  | Zajednički poslužitelj ima još gradiva o temi Batrachomoeus trispinosus |
|  | Wikivrste imaju podatke o taksonu Batrachomoeus trispinosus             |